# Kapucinski samostan na Gornjem gradu u Zagrebu
Kapucinski samostan na Gornjem gradu u Zagrebu samostan je rimokatoličkog crkvenog reda kapucina koji se nalazi na zagrebačkom Gornjem gradu.

## Povijest
Samostan uz crkvu Bezgrješnog začeća Blažene Djevice Marije, Kapucini su sagradili na tadašnjem Gradecu, na mjestu današnjeg Parka Bele IV. Kamen temeljac postavljen je 5. svibnja 1618. godine. Ovaj samostan bio je drugi kapucinski samostan u Hrvatskoj (prvi je bio u Rijeci). Zagrebački samostan ukinut je 1788. godine u okviru jozefinskih crkvenih reformi, nakon čega je počelo njegovo propadanje. Samostan je srušen 1940. i
1941. godine, a na mjestu nekadašnjega kapucinskog vrta uređen je park Grič.  
Danas su po tom samostanu nazvane Kapucinske stube koje vode na Mesničku ulicu. Dana 5. svibnja 2018. godine, na 400. obljetnicu dolaska kapucina u Zagreb, otkrivena je spomen-ploča na mjestu samostana.